# ایمی جانسون
اِیمی جانسون (انگلیسی: Amy Johnson؛ زاده ۱ ژوئیه ۱۹۰۳؛ ناپدید شده ۵ ژانویه ۱۹۴۱)، یک زن خلبان پیشگام و مهندس اهل انگلستان بود. او اولین زنی است که از لندن به استرالیا پرواز انفرادی کرد.
او با پرواز انفرادی یا به همراه همسرش جیم ملیسون، بسیاری از رکوردهای مسافت طولانی را در دهه ۱۹۳۰ تغییر داد. او در جنگ جهانی دوم با مشارکت در ترابری هوایی امدادی شرکت کرد و در طی یک پرواز درگذشت.
وی همچنین برندهٔ جوایزی همچون نشان امپراتوری بریتانیا شده‌است.

## زندگی
ایمی جانسون در سال ۱۹۰۳ در شهر کوچک کینگستون آپون هال در یورکشایر بریتانیا به دنیا آمد. پس از اتمام دوران دبیرستان وارد دانشگاه شفیلد شد و مدرک کارشناسی اقتصاد گرفت. پس از مدتی به عنوان منشی یک وکیل صاحب نام مشغول به کار شد اما همواره به دنبال رسیدن به علاقه دوران کودکی خود، پرواز بود تا اینکه بالاخره در سال‌های پایانی دهه ۱۹۲۰ توانست گواهینامه خلبانی شماره ۱۹۷۹ را از آن خود کند. سپس آموزش تعمیر و نگهداری هواپیما را آغاز کرد و مدرک درجه C گرفت.
پس از این موفقیت‌ها بود که پدرش که همواره حامی وی بود، پیشنهاد کرد تا کمک هزینه‌ای برای خرید یک هواپیما در اختیار وی بگذارد. با کمک پدر، یک هواپیمای دوباله دوهاویلند گیزپی موث خریداری کرد و نام آن را «جیسون» گذاشت. با همین هواپیما بود که او توانست فاصله ۱۱۰۰۰ مایلی لندن تا داروین در شمال استرالیا را در یک پرواز انفرادی طی کند و نخستین زنی شود که این مسیر را پرواز کرده. شهرتی که گواهینامه خلبانی شماره ۱ استرالیا را برایش به ارمغان آورد. این پرواز در ۵ مه ۱۹۳۰ آغاز و در ۲۴ مه همان سال پایان یافت.
در ژوئیه ۱۹۳۱، ایمی و کمک خلبانش جک هامفریس نخستین خلبانانی شدند که فاصله لندن تا مسکو را در یک روز و در یک پرواز ۲۱ ساعته، پرواز کردند. سپس از مسکو به سیبری و توکیو رفتند و رکورد زمان پرواز لندن تا توکیو را بهبود بخشیدند. پروازی که با یک فروند دی هاویلند پوس موث انجام شد.
در ۱۹۳۲، ایمی با خلبان مشهور اسکاتلندی جیم مولیسون ازدواج کرد و تنها ۸ ساعت پس از این ازدواج با یکدیگر راهی یک پرواز شدند.
در ژوئیه همان سال با پروازی از لندن به کیپ تاون در آفریقای جنوبی رکورد سرعت همسرش را شکست. سپس با همسرش در یک هواپیمای دوهاویلند دراگون رپید پروازی از ساوت ولز به سوی آمریکا را آغاز کردند که هواپیمای آنها به خاطر تمام شدن سوخت در شهر کوچک بریجپورت در کانزاس سقوط کرد و هر دو مجروح شدند. این زوج پرنده، توانستند در سال ۱۹۳۴ با یک فروند دوهاویلند کامت رکورد سرعت پرواز از لندن به هند را نیز از آن خود کند. اما هواپیمای آنها در احمدآباد دچار مشکل شد و نتوانستند برنامه پرواز خود به استرالیا را ادامه دهند.
ایمی جانسون در ۱۹۳۸ از همسرش جیم مولیسون جدا شد.
در ۱۹۴۰ ایمی به یگان تازه تأسیس ترابری هوایی نیروی هوایی سلطنتی بریتانیا پیوست و به عنوان کمک خلبان مشغول پرواز شد.

## درگذشت
در ۵ ژانویه ۱۹۴۱ هنگامی که ایمی با یک فروند هواپیمای ار اسپید آکسفورد از بلک پول به سمت پایگاهی هوایی در نزدیکی آکسفورد پرواز می‌کرد به دلیل آب و هوای بد از مسیر اصلی منحرف شده و پس از اتمام سوخت هواپیما در دلتای رود تیمز سقوط کرد.
تیمهای امداد و نجاتی که برای یافتن او راهی منطقه شدند وی را در حالیکه تلاش می‌کرد به سوی خشکی شنا کند یافتند اما به دلیل آب و هوای بد موفق به نجاتش نشدند و جسد او هیچ‌گاه یافت نشد. تلاشی ناموفق که منجر به مرگ نجات‌دهنده او سرگرد والتر فلچر نیز گشت.

## نگارخانه

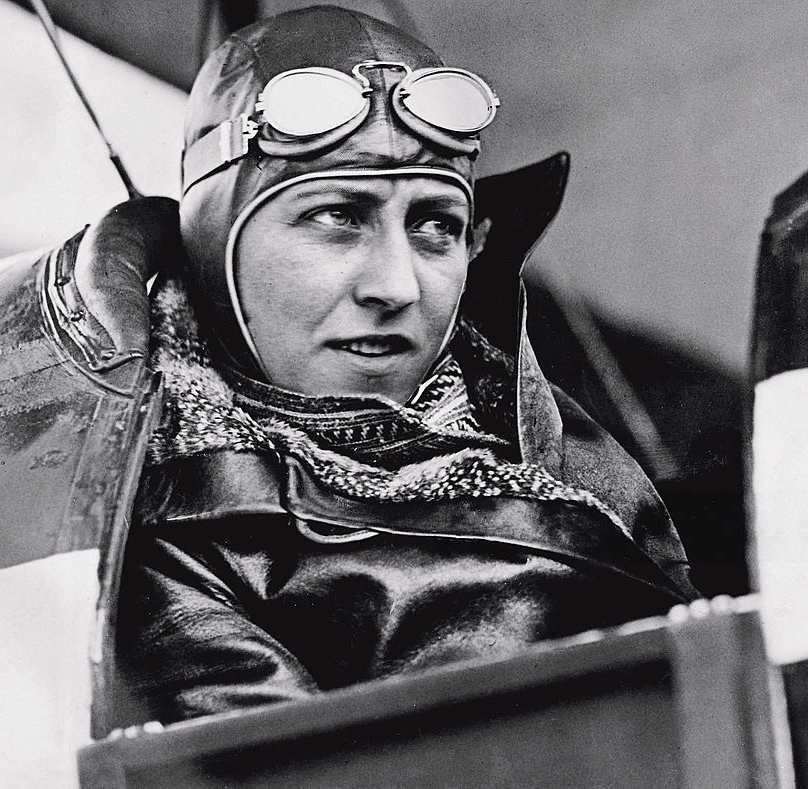
جانسون در Black Hawk Moth، استرالیا را به مقصد نیوکاسل در ۱۴ ژوئن ۱۹۳۰ ترک کرد.
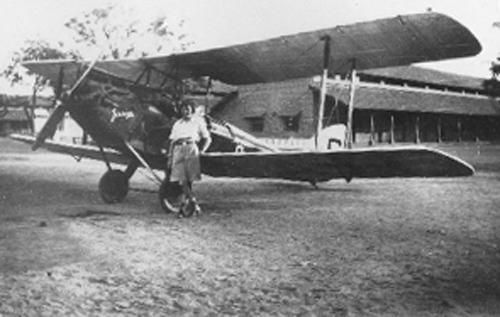
ایمی جانسون و جیسون در ژانسی هند در ماه مه سال ۱۹۳۰
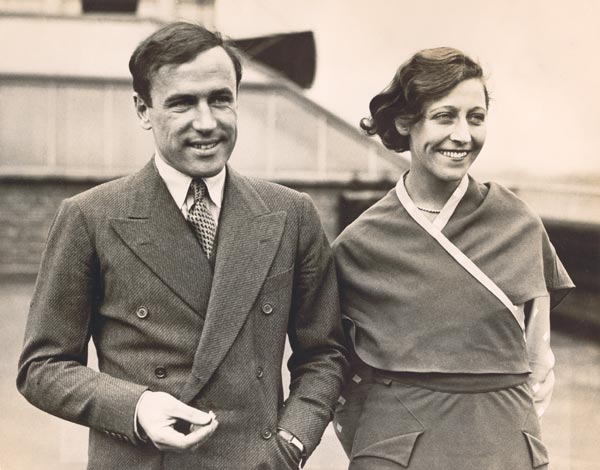
در ۲۹ ژوئیه سال ۱۹۳۲، ایمی جانسون و جیم مولیسون ازدواج کردند.
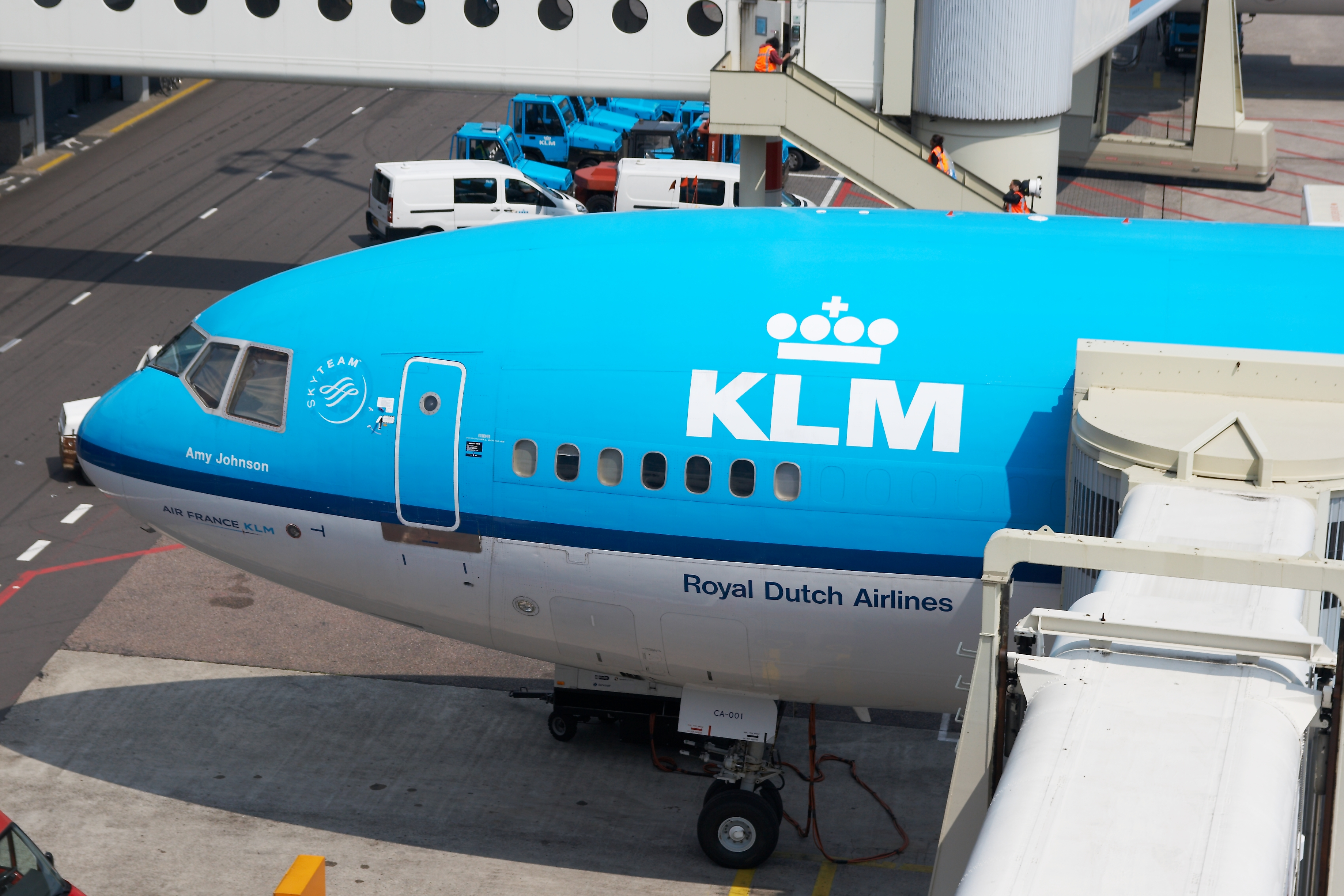
KLM مک دونل داگلاس MD-11 به نام «ایمی جانسون»
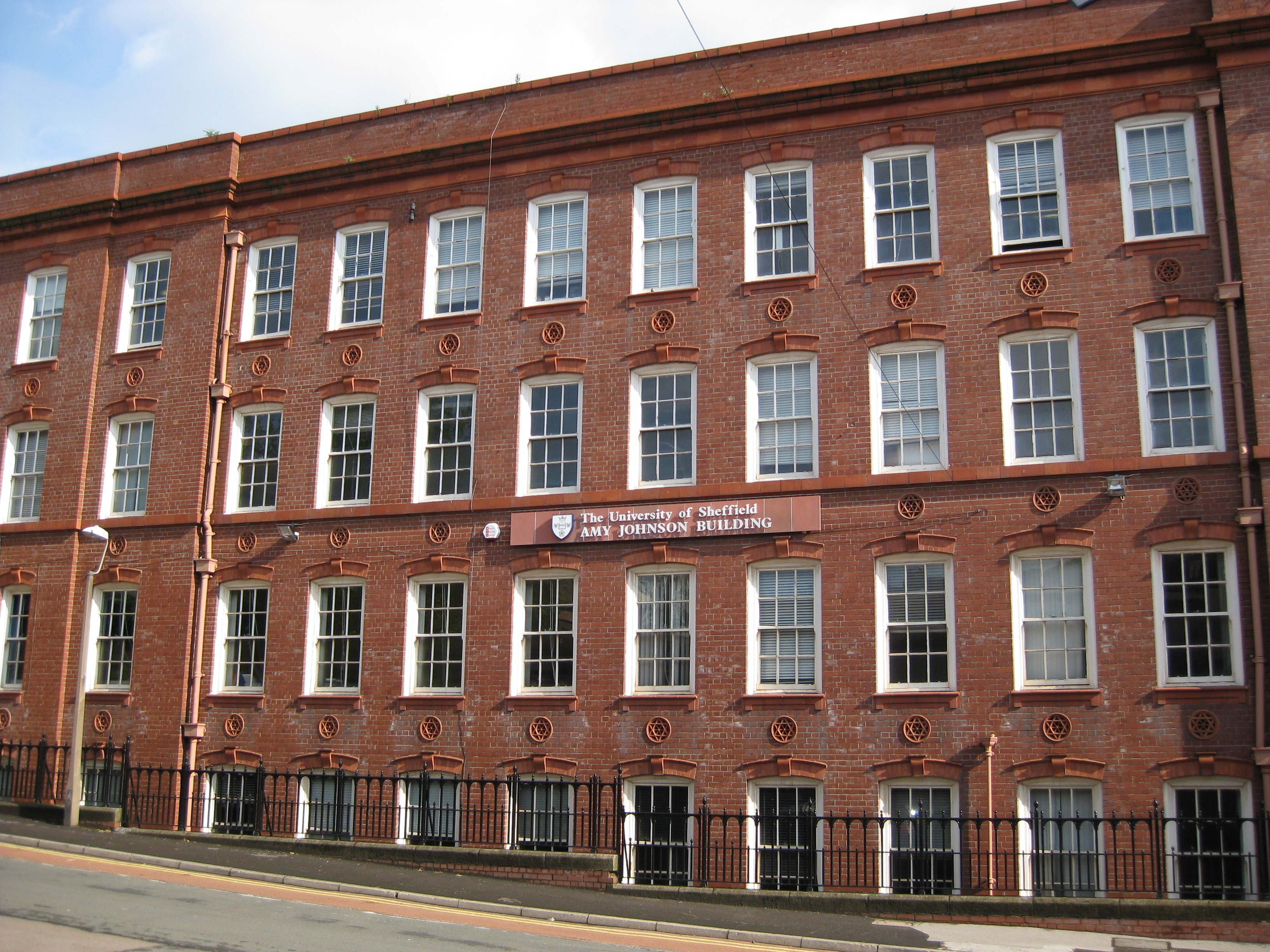
ساختمان ایمی جانسون در دانشگاه شفیلد.
- ایمی جانسون دربارهٔ برنامه‌های تور خود صحبت می‌کند.
- ایمی جانسون دربارهٔ پرواز انفرادی انگلیس-استرالیا صحبت می‌کند.
- ایمی جانسون در کیپ تاون به دنبال رکورد شوهرش بود.